# Simaetha colemani
Simaetha colemani är en spindelart som beskrevs av Zabka 1994. Simaetha colemani ingår i släktet Simaetha och familjen hoppspindlar. Inga underarter finns listade i Catalogue of Life.